# 世古口凌
世古口 凌（せこぐち りょう、1996年11月5日 - ）は、日本の俳優。神奈川県出身。ユニ・エンタテインメント所属。

## 略歴
映画『ALWAYS 三丁目の夕日』や『ロード・オブ・ザ・リング』を観て、日常で味わえない世界や時代に触れられることに憧れ、俳優を目指すようになった。
大学在学中の20歳の時よりLIBERAに所属。
2018年12月、舞台『MEMORYBOYS ~想い出を売る店~』ルバート役でデビュー。
2020年に舞台「『ヒプノシスマイク-Division Rap Battle-』Rule the Stage」に主要キャラクターの1人である飴村乱数役で出演し好評を得たのち、2021年には『機界戦隊ゼンカイジャー』に主人公のライバル・ステイシー（ステイシーザー）役で1年間出演。公式サイトの記述ではステイシーは元々当初の構想には存在せず、主役オーディションに参加していた世古口に演じてもらうため、当て書きで作られたキャラクターであるとされている。
2022年4月にファースト写真集『戀紫』を発売。発売1か月あまりでの重版を記録する。
2022年11月30日、デビュー以来所属していたLIBERAを契約満了とともに退所。以降、フリーで活動。
2023年4月21日、キューブに所属したことを発表した。
2024年4月30日、キューブを退所したことを報告した。
2024年7月15日、ユニ・エンタテインメントに所属することを発表した。

## 人物
- 愛称は「せこりょ」。
- 特技は、ラケット競技[1]。
- 趣味は、純喫茶巡り、読書、映画鑑賞。
- 憧れの俳優は神木隆之介[5]。一度町中で遭遇し、自身も俳優として活動していることを話し激励を受けたことがある。
- スーパー戦隊シリーズは『百獣戦隊ガオレンジャー』から『侍戦隊シンケンジャー』を視聴しており、一番好きな作品には『魔法戦隊マジレンジャー』を挙げている[3][4]。仮面ライダーシリーズは『仮面ライダーW』あたりまでを視聴し、一番好きなのは『仮面ライダー電王』[3]。

## 出演

### 舞台
- MEMORY BOYS〜想い出を売る店〜（2018年12月21日 - 2019年6月18日、サンリオピューロランド） - ルバート 役
- SCHOOL STAGE『ここはグリーン・ウッド』（2019年7月19日 - 28日、天王洲銀河劇場） - 渡辺由樹 役
- ミラクル☆ステージ『サンリオ男子』〜ハーモニーの魔法〜（2019年11月8日 - 17日、品川プリンスホテル クラブeX） - 古賀康弘 役[15]
- あんさんぶるスターズ! オン・ステージ ～Night of Blossoming Stars～（2019年12月28日・29日、福岡サンパレス ホテル＆ホール / 2020年1月9日 - 13日、日本青年館ホール / 1月16日 - 24日、大阪メルパルクホール / 1月31日 - 2月1日、名古屋市公会堂） - 春川宙 役[16]
- 『ヒプノシスマイク-Division Rap Battle-』Rule the Stage - 飴村乱数 役
  - -track.2-（2020年5月公演中止[17]→8月12日 - 19日、品川ステラボール） - 主演[18]
  - -track.4-（2021年2月5日 - 19日、TOKYO DOME CITY HALL / 2月25日 - 28日、メルパルクホール大阪 / 3月5日 - 7日、福岡サンパレス ホテル&ホール）[19]
  - -track.2 replay-（2021年3月11日 - 21日、品川ステラボール） - 主演[20]
  - -Battle of Pride-（2021年8月14日・15日、大阪公演 / 8月24日・25日、神奈川公演）[21]
- ヒーローショー50周年記念公演 機界戦隊ゼンカイジャーショーシリーズ第3弾 特別公演「伝説パワー全力全開！聖地を揺るがす大激闘！」（2021年11月27日 - 2022年1月9日、シアターGロッソ） - ステイシー / ステイシーザー 役[22]
- 機界戦隊ゼンカイジャーショーシリーズ第4弾「全開！痛快！まさかの展カイ！！Gロッソ最後の戦い！！」（2022年2月5日 - 3月21日　シアターGロッソ） - ステイシー / ステイシーザー 役
- 機界戦隊ゼンカイジャー ファイナルライブツアー2022（2022年4月17日、アクトシティ浜松 大ホール / 4月24日、札幌文化芸術劇場 hitaru / 4月30日 - 5月1日、日本特殊陶業市民会館 フォレストホール / 5月15日、仙台サンプラザホール / 5月21日、広島文化学園HBGホール / 5月22日、福岡サンパレス / 5月28日・29日、オリックス劇場）[23]
- 信長未満 -転生光秀が倒せない-（2023年3月23日 - 26日、KAAT神奈川芸術劇場） - 森蘭丸 役[24]
- “Le gai mariage”『ル・ゲィ・マリアージュ〜愉快な結婚』Vol.4（2025年9月12日 - 28日〈予定〉、六本木トリコロールシアター） - ドド 役[25]

### テレビドラマ
- 女子グルメバーガー部 第1話（2020年7月11日、テレビ東京） - こず恵の元彼 役
- 闇芝居(生)（テレビ東京）[26]
  - 第八話「家庭教師」（2020年10月29日） - 由衣の彼氏 役
  - 第十一話「妹の部屋」（2020年11月19日） - 松浦 役
- 38歳バツイチ独身女がマッチングアプリをやってみた結果日記 第1話・第4話・最終話（2020年11月19日・12月10日・24日、テレビ東京） - アパレルくん 役
- 機界戦隊ゼンカイジャー 第6カイ！ - 最終カイ！（2021年4月11日 - 2022年2月27日、テレビ朝日） - ステイシー / ステイシーザー 役[27][28]
- 信長未満 -転生光秀が倒せない-（2022年10月25日 - 12月27日、テレビ神奈川） - 蘭丸 役[29]
- 探偵ロマンス（2023年1月28日 - 2月11日、NHK総合） - お百 役[30]
- ケイジとケンジ、時々ハンジ。 最終話（2023年6月8日、テレビ朝日） - 大月博人 役
- いちばんすきな花（2023年10月12日 - 12月21日、フジテレビ） - 園田拓真 役
- ポケットに冒険をつめこんで（2023年10月20日 - 12月22日、テレビ東京） - 小出優希 役[31]
- 白暮のクロニクル 第10話 - 最終話（2024年5月3日 - 5月17日、WOWOW） - 茜丸/桔梗凪人 役[32]
- ジョフウ 〜女性に××××って必要ですか?〜（2025年4月2日 - 6月4日、テレビ東京） - リリー 役[33]
- タクミくんシリーズ －Drama－（2025年9月21日 - 〈予定〉、BSフジ・FOD） - 高林泉 役[34]

### その他テレビ番組
- くりぃむクイズ ミラクル9（2021年12月8日、テレビ朝日） - ゲスト出演
- EXITV（2022年7月7日、フジテレビ） - ゲスト出演
- クロナダル（2024年11月5日、テレビ朝日） - ゲスト出演
- 僕たちの小トリップ～上越篇2025～（2025年2月23日、テレビ神奈川）

### 映画
- この動画は再生できません THE MOVIE（2024年9月13日、ビデオプランニング） - ヒロト 役[35][36]

### ラジオ
- 東映公認 鈴村健一・神谷浩史の仮面ラジレンジャー第491・492回（2022年2月26日・3月5日、文化放送） - ゲスト出演

### オリジナルビデオ
- 機界戦隊ゼンカイジャーVSキラメイジャーVSセンパイジャー（2022年9月28日、東映ビデオ） - ステイシー / ステイシーザー 役[37]
- 暴太郎戦隊ドンブラザーズVSゼンカイジャー（2023年9月27日、東映ビデオ） - ステイシー 役[38]

### ウェブドラマ
- 暴太郎戦隊ドンブラザーズVS暴太郎戦隊ドンブリーズ（2023年11月5日、東映特撮ファンクラブ） - ステイシー 役[39]
- 絶対BLになる世界VS絶対BLになりたくない男 2024（2024年4月23日、Lemino） - 旗野 役[40]
- 今世も落ちる、恋ならば。（2025年5月13日、BUMP） - 主演・夏野凪 役（押田岳とW主演）[41]

### ネット番組
- 私の年下王子さま（2018年7月7日 - 9月29日、AbemaTV）
- 私の年下王子さま Winter Lovers #10（2019年1月5日、AbemaTV）

### イベント
- MEMORY BOYS〜想い出を売る店〜1st Anniversary Event（2019年8月11日、サンリオピューロランド）
- TOKYO GIRLS COLLECTION 2020 SPRING/SUMMER（2020年2月29日、国立代々木競技場第一体育館）
- 世古口凌 24th Birthday Event（2020年11月3日、YMCAアジア青少年センター スペースYホール）
- 第8回花の○年組（2020年11月15日、星陵会館）
- 世古口凌とクルーズ船で特別な日を過ごそう in YOKOHAMA（2021年12月18日、横浜）
- 『機界戦隊ゼンカイジャーVSキラメイジャーVSセンパイジャー』先行上映会（2022年4月27日、新宿バルト9）[42]
- SSH THE EXHIBITION vol.18（2022年5月7日 - 8日、cultclubスタジオ代官山） - ゲストモデル
- 写真集『戀紫』重版記念トークショー（2022年6月19日）[43]
- 鮎川太陽32nd BirthdayEvent〜宇宙一の男を目指して〜（2023年1月22日、全電通ホール） - ゲスト出演
- 柊太朗×世古口凌 FAN MEETING 2024（2024年11月9日、表参道GROUND）
- 世古口凌・柊太朗「僕たちの小トリップ～上越篇2025～」放送記念イベント（2025年3月1日、関内ホール小ホール）

### CM
- ニベア「8×4ワキ汗EX」（2018年4月、ニベア花王）
- WILLER TRAVEL「リモートトラベル」第2弾（2020年10月17日、WILLER EXPRESS株式会社）[44]

### 玩具
- 機界戦隊ゼンカイジャー DXギアトジンガー（2022年1月） - ステイシー 役
- 機界戦隊ゼンカイジャー ギアトジンガー -MEMORIAL EDITION-（2023年3月） - ステイシー 役
- 機界戦隊ゼンカイジャー ギアダリンガー -MEMORIAL EDITION-（2023年7月） - ステイシー 役

## 書籍

### 写真集
- 戀紫（2022年4月4日、KADOKAWA）ISBN 978-4048971379

## ディスコグラフィ

### キャラクターソング
| 発売日         | 商品名                                            | 歌                     | 楽曲                                                           | 備考                                                                |
| -------------- | ------------------------------------------------- | ---------------------- | -------------------------------------------------------------- | ------------------------------------------------------------------- |
| 2021年10月27日 | ミニアルバム 機界戦隊ゼンカイジャー 3             | ステイシー（世古口凌） | 「STACY THOUGHT」                                              | 特撮テレビドラマ『機界戦隊ゼンカイジャー』関連曲                    |
| 2022年2月23日  | 機界戦隊ゼンカイジャー 全曲集 音楽界でも全力全開! | ステイシー（世古口凌） | 「STACY THOUGHT」                                              | 特撮テレビドラマ『機界戦隊ゼンカイジャー』関連曲                    |
| 2022年4月27日  | Turn up the Stage                                 | 飴村乱数（世古口凌）   | 「Hypnosis Delight +」 「Trap Of "Fling"」 「Battle of Pride」 | 舞台『ヒプノシスマイク -Division Rap Battle- Rule the Stage』関連曲 |